# Rezerwat przyrody Oleszno
Rezerwat przyrody Oleszno – rezerwat leśny położony na terenie gminy Krasocin w powiecie włoszczowskim oraz gminy Łopuszno w powiecie kieleckim (województwo świętokrzyskie). Leży w granicach Przedborskiego Parku Krajobrazowego.
Rezerwat został utworzony na mocy Zarządzenia Ministra Leśnictwa i Przemysłu Drzewnego z dnia 10 grudnia 1970 roku na powierzchni 31,43 ha. W 2006 roku powiększono go do 262,73 ha. Obecnie podawana wielkość rezerwatu to 262,67 ha. Obszar rezerwatu podlega ochronie czynnej.
- Powierzchnia: 262,67 ha (akt powołujący podawał 31,43 ha)
- Rok utworzenia: 1970
- Dokument powołujący: Zarządz. MLiPD z 10.12.1970; M.P. z 1971 r. nr 1, poz. 2
- Numer ewidencyjny WKP: 036
- Charakter rezerwatu: częściowy
- Przedmiot ochrony: fragment drzewostanów wielogatunkowych o charakterze naturalnym z udziałem olszy czarnej (Alnus glutinosa) i jesionu wyniosłego (Fraxinus excelsior)

Teren rezerwatu jest tarasem zalewowym tworzącym silnie podmokłą i zabagnioną dolinę. Znajdują się tu następujące typy siedliskowe lasu: las bagienny – ols, las łęgowy bagienny – ols jesionowy, las wilgotny, las mieszany wilgotny oraz las mieszany świeży.
Występują tu gatunki chronione: paprotka zwyczajna, przylaszczka pospolita, podkolan biały, storczyk plamisty, wawrzynek wilczełyko, widłak wroniec, widłak jałowcowaty.
W rezerwacie występuje też wiele gatunków ptaków chronionych, m.in. bocian czarny, orlik krzykliwy i bielik. 